# Mortal Kombat: Tournament Edition
 (juin 2018).
Si vous disposez d'ouvrages ou d'articles de référence ou si vous connaissez des sites web de qualité traitant du thème abordé ici, merci de compléter l'article en donnant les références utiles à sa vérifiabilité et en les liant à la section « Notes et références ».
Mortal Kombat: Tournament Edition (communément abrégé MK:TE) est un jeu vidéo de combat de la série Mortal Kombat. Il a été développé et produit par Midway, et il est sorti seulement Game Boy Advance. C'est un portage de Mortal Kombat: Deadly Alliance mais forcément moins dense compte tenu de la capacité réduite de la cartouche de jeu de la Game Boy Advance. Trois nouveaux personnages y font néanmoins leur apparition.

## Personnages
- Shang Tsung
- Quan Chi
- Scorpion
- Bo' Rai Cho
- Cyrax
- Drahmin
- Hsu Hao
- Johnny Cage
- Mavado
- Nitara
- Raiden
- Reptile

Mortal Kombat: Tournament Edition ajoutera trois nouveaux personnages, absents de Mortal Kombat: Deadly Alliance : Sareena, Sektor, et Noob Saibot.

## Accueil
- GameSpot : 7,6/10[1]